# La Déchirure (film)
Pour les articles homonymes, voir Killing Fields et La Déchirure.
Pour plus de détails, voir Fiche technique et Distribution.
La Déchirure (The Killing Fields) est un film britannique réalisé par Roland Joffé et sorti en 1984. Il s'agit du premier long métrage du cinéaste.
Le titre original du film fait référence au camp d'exécution sommaire de Choeung Ek (communément appelé « Killing Fields » soit « Les champs de la mort »), situé dans la banlieue de Phnom Penh et où furent exécutés des milliers de Cambodgiens par les Khmers rouges pendant la durée du régime du Kampuchéa démocratique. Le film s'inspire de l'expérience de Dith Pran et du journaliste Sydney Schanberg, qui a obtenu le prix Pulitzer du meilleur reportage international en 1976.
Le film a pour particularité d'avoir comme principal interprète (le rôle de Dith Pran) un survivant du génocide cambodgien, Haing S. Ngor.
Le film est un succès critique et public. Il obtient par ailleurs de nombreuses distinctions, dont trois Oscars et le BAFTA du meilleur film.

## Synopsis
À l'heure où le conflit américano-vietnamien déborde sur le territoire du Cambodge, Sydney Schanberg, un journaliste américain au New York Times, est un des rares reporters à être encore dans le pays au moment de la prise de Phnom Penh par les Khmers rouges. Il fait équipe avec Jon Swain, journaliste britannique au Sunday Times et le photojournaliste américain Al Rockoff. Les trois reporters sont arrêtés en sortant d’un hôpital. Seule l'intervention de son assistant cambodgien Dith Pran leur sauve la vie. Les quatre hommes se réfugient à l'ambassade de France. Mais alors que les trois Occidentaux parviennent à regagner in extremis un avion, Pran est déporté comme d'autres de ses compatriotes dans un camp de travail. Schanberg va alors faire tout son possible pour retrouver Pran.

## Fiche technique
- Titre français : La Déchirure
- Titre original : The Killing Fields
- Réalisation : Roland Joffé
- Scénario : Bruce Robinson
- Production : David Puttnam et Iain Smith
- Sociétés de production : Enigma (First Casualty) Ltd., Goldcrest Films International et International Film Investors
- Musique : Mike Oldfield
- Photographie : Chris Menges
- Montage : Jim Clark
- Décors : Tessa Davies, Jacques Pradette
- Pays de production :  Royaume-Uni
- Lieux de tournage :  Thaïlande
- Langue d'origine : anglais
- Format : Couleurs - 1,85:1 - Dolby Stéréo - 35 mm
- Genre : drame, historique et biopic
- Durée : 138 minutes
- Dates de sortie :
  - Royaume-Uni : 23 novembre 1984
  - France : 13 février 1985

## Distribution
- Sam Waterston (VF : Michel Papineschi) : Sydney Schanberg
- Haing S. Ngor (VF : lui-même)  : Dith Pran
- John Malkovich (VF : Richard Darbois) : Al Rockoff
- Julian Sands (VF : Renaud Marx) : Jon Swain (en)
- Craig T. Nelson (VF : Mario Santini) : l'attaché militaire
- Spalding Gray (VF : Jean Roche) : le consul américain
- Bill Paterson : le docteur MacEntire
- Athol Fugard : le docteur Sundesval
- Graham Kennedy : Dougal
- Katherine Krapum Chey : Ser Moeum, l'épouse de Dith Pran
- Joanna Merlin : la sœur de Schanberg

## Production

### Genèse et développement
Le scénario s'inspire de la véritable histoire de Sydney Schanberg, qui obtint le prix Pulitzer du meilleur reportage international en 1976, notamment de son ouvrage The Death and Life of Dith Pran. Selon des notes retrouvées dans ses archives, Stanley Kubrick avait un temps voulu porter à l'écran la vie de Sydney Schanberg mais trouvait que le livre du journaliste n'était pas « cinématographique ».
Le scénario est écrit par l'acteur Bruce Robinson. Il le présente ensuite au producteur David Puttnam. Ce dernier part alors en quête d'un réalisateur. Après avoir un temps envisagé Costa-Gavras, il est particulièrement intrigué par la vision de Roland Joffé, qui ne voit pas dans le scénario une histoire de guerre mais plutôt une histoire d'amitié entre Dith Pran et Sidney Schanberg. Cela séduit le producteur qui choisit Roland Joffé, qui signe ici son premier long métrage comme réalisateur.

### Attribution des rôles
Plusieurs acteurs désiraient incarner Sydney Schanberg : Roy Scheider, Alan Arkin et Dustin Hoffman. Cependant, le producteur David Puttnam et le réalisateur Roland Joffé portent leur choix sur Sam Waterston.
Haing S. Ngor, qui joue le rôle de Dith Pran, n'était pas acteur avant ce film. Il avait avant cela officié notamment comme chauffeur de taxi et journaliste. Surtout, il fut lui-même un survivant du régime totalitaire de Pol Pot. Issu d'un milieu social aisé ( famille de riches commerçants sino-khmers), il devint médecin à Phnom Penh, puis chauffeur de taxi et journaliste, avant que les Khmers rouges ne s'emparent du pouvoir en avril 1975.
Le rôle de Jon Swain a été proposé à Nigel Havers, qui préfère tourner La Route des Indes. Le rôle est donc confié à Julian Sands. Kevin Costner a quant à lui été envisagé pour incarner Al Rockoff.

### Tournage
Le tournage a lieu en Thaïlande (Bangkok, Phuket, Hua Hin), au Canada (Toronto) et aux États-Unis (New York, San Diego).

## Bande originale
La musique du film est composée par Mike Oldfield. L'album The Killing Fields, composé de 17 plages, sort en novembre 1984.
| 1.  | Pran's theme                               | 0:44 |
| 2.  | Requiem for a city                         | 2:11 |
| 3.  | Evacuation                                 | 5:14 |
| 4.  | Pran's theme 2                             | 1:41 |
| 5.  | Capture                                    | 2:24 |
| 6.  | Execution                                  | 4:47 |
| 7.  | Bad news                                   | 1:14 |
| 8.  | Pran's departure                           | 2:08 |
| 9.  | Worksite                                   | 1:16 |
| 10. | The year zero                              | 0:28 |
| 11. | Blood sucking                              | 1:19 |
| 12. | The year zero 2                            | 0:37 |
| 13. | Pran's escape / The Killing Fields         | 3:17 |
| 14. | The trek                                   | 2:02 |
| 15. | The boy's burial / Pran sees the red cross | 2:24 |
| 16. | Good news                                  | 1:46 |
| 17. | Etude                                      | 4:37 |

## Accueil

### Box-office
Aux États-Unis, le film récolte plus de 34 millions de dollars au box-office. En France, le succès est également au rendez-vous avec 2 793 256 entrées. Il est ainsi le 10e meilleur film au box-office France 1985.

## Distinctions

### Récompenses
- Oscars 1985 :
  - Oscar du meilleur acteur dans un second rôle (Haing S. Ngor)
  - Oscar de la meilleure photographie (Chris Menges)
  - Oscar du meilleur montage (Jim Clark)
- Golden Globes 1985 :
  - Golden Globe du meilleur acteur dans un second rôle (Haing S. Ngor)
- British Academy Film Awards 1985 :
  - BAFTA du meilleur film
- Film classé en 100e position dans la liste dressée par le British Film Institute des 100 meilleurs films britanniques[5].

### Nominations
- Golden Globes 1985 :
  - Golden Globe du meilleur film dramatique
  - Golden Globe du meilleur réalisateur (Roland Joffé)
  - Golden Globe du meilleur acteur dans un film dramatique (Sam Waterston)
  - Golden Globe du meilleur scénario (Bruce Robinson)
  - Golden Globe de la meilleure musique de film (Mike Oldfield)
- Oscars 1985 :
  - Oscar du meilleur film
  - Oscar du meilleur réalisateur (Roland Joffé)
  - Oscar du meilleur acteur (Sam Waterston)
  - Oscar du meilleur scénario adapté (Bruce Robinson)
- British Academy Film Award 1985 :
  - BAFTA du meilleur réalisateur (Roland Joffé)
  - BAFTA de la meilleure musique de film (Mike Oldfield)
  - BAFTA des meilleurs maquillages et coiffures (Tommie Manderson)
  - BAFTA des meilleurs effets visuels (Fred Cramer)
- Prix David di Donatello 1985 :
  - Prix David di Donatello du meilleur film étranger
  - Prix David di Donatello du meilleur réalisateur étranger (Roland Joffé)
  - Prix David di Donatello du meilleur scénario étranger (Bruce Robinson)
- Directors Guild of America Award de la meilleure réalisation pour un film 1984 (Roland Joffé)
- Prix de l'Académie japonaise du meilleur film en langue étrangère 1986
- César du meilleur film étranger 1986

### Vidéographie
- DVD zone 2 : La Déchirure, Opening, 2002,  (EAN 3-530941-014226).